# Flyriella
Flyriella, rod  glavočika iz podtribusa Alomiinae, dio tribusa Eupatorieae .

## Opis
Flyriella je mali rod koji se uglavnom javlja u sjevernom Meksiku, s jednom vrstom koja se proteže na sjever sve do Teksasa. Karakteriziraju ga 5-rebrasti cipseli i papus kapilarnih čekinja (tako da je klasično grupisan u Eupatorium) zajedno s uskim cjevastim vjenčićima i stupovima s proširenom dlakavom bazom i dugim granama klavastog oblika (podsjećaju na vrste Brickellia). Molekularni podaci slažu se s drugim dokazima da se Flyriella razlikuje od Brickellie ili Eupatoriuma.

## Vrste
1. Flyriella harrimanii R.M.King & H.Rob.
2. Flyriella leonensis (B.L.Rob.) R.M.King & H.Rob.
3. Flyriella parryi (A.Gray) R.M.King & H.Rob.
4. Flyriella stanfordii R.M.King & H.Rob.